# 立花紗耶
立花 紗耶（日語：立花 さや、平假名：たちばな さや、英語：、1989年9月18日— ），是出身於日本東京都的前寫真女星，現AV女優、脫衣舞孃。現所屬T-POWERS事務所

在平山 紗妃時代，（平假名：ひらやま さき）是使用1987年9月16日— 。

## 人物
- 興趣：芳香療法。
- 特技：用舌頭打櫻桃梗的結。
- 跟月野理紗是好友。

## 簡歷
- 2008年6月，以平山紗妃之名從事寫真女星活動[1]。
- 2009年8月，改名立花紗耶於雜誌《特冊新鮮組DX》正式出道。
- 2010年6月，在S1的AV作品出道。
- 2010年12月31日，在東洋秀劇場表演脫衣舞，投入脫衣舞孃行業。
- 2011年3月，移籍至Maxing。

## 外部連結
- 立花紗耶的X（前Twitter）
- YouTube上的